# Jardín Botánico de Vanadzor
El Jardín Botánico de Vanadzor es un jardín botánico de unas 12 hectáreas de extensión que se encuentra en Vanadzor, Armenia. Está supervisado, siendo un satélite suyo, por el Jardín Botánico de Ereván, el cual está administrado por la Academia Nacional de Ciencias de Armenia. Es miembro del BGCI; su código de identificación internacional como institución botánica es KVAK.

## Localización
El jardín botánico se encuentra situado en las afueras de Vanadzor, rodeado de un hábitat semidesértico.
Jardín Botánico de Vanadzor , Academia Nacional de Ciencias de la República de Armenia, Lori Marz, Vanadzor
377200 Armenia.40°49′N 44°30′E / 40.817, 44.500
- Teléfono: 374 572 0059
- Promedio Anual de Lluvia: 250 mm
- Altitud: 1400.00 m s. n. m.

Se encuentra abierto al público en general.

## Historia
Creado en 1935

## Colecciones
Este jardín botánico alberga unos 590 taxones cultivados.
Son de destacar, sus colecciones de plantas de,
- Plantas de México,
- Plantas del Extremo Oriente,
- Plantas de América del Norte,
- Plantas del Mediterráneo,
- Plantas de los Himalayas,

Con nutrida representación de las familias, Rosaceae, Cupressaceae, Oleaceae.
Entre las especies existentes merecen destacar,
Pinus spp., Picea spp., Acer spp., Quercus spp., Rhododendron spp. Abies nordmanniana, Celtis occidentalis, Laburnum anagyroides, Picea pungens, Pinus ponderosa, Sequoia giganteum, Sorbus intermedia.
- Arboreto,
- Banco de germoplasma
- Herbario